# Steve Billirakis
Steve Billirakis (* 23. Mai 1986 in Chicago, Illinois) ist ein professioneller US-amerikanischer Pokerspieler. Er ist zweifacher Braceletgewinner der World Series of Poker.

## Pokerkarriere

### Werdegang
Beim ersten Turnier der World Series of Poker (WSOP) Anfang Juni 2007 im Rio All-Suite Hotel and Casino am Las Vegas Strip gewann Billirakis sein erstes Bracelet. Er setzte sich im Heads-Up gegen den Deutsch-Kanadier Greg Müller durch und gewann mehr als 535.000 US-Dollar. Billirakis wurde somit zum bis dahin jüngsten Gewinner eines Bracelets bei der WSOP, da er nur zehn Tage über dem Altersminimum von 21 Jahren lag. Insgesamt schloss er bei der WSOP 2007 fünf Turniere in den Preisrängen ab. Bei der World Series of Poker Europe 2011 in Cannes setzte sich Billirakis in der Variante Pot Limit Omaha gegen 180 Gegner durch und gewann sein zweites Bracelet sowie eine Siegprämie von knapp 240.000 Euro. Seine bis dato letzte Geldplatzierung erzielte der Amerikaner bei der WSOP 2018.
Insgesamt hat sich Billirakis mit Poker bei Live-Turnieren knapp 3 Millionen US-Dollar erspielt. Er spielt online unter dem Nickname MrSmokey1.

### Braceletübersicht
Billirakis kam bei der WSOP 31-mal ins Geld und gewann zwei Bracelets:
| Jahr   | Buy-in | Turnier                                   | Teilnehmer | Preisgeld |
| ------ | ------ | ----------------------------------------- | ---------- | --------- |
| 2007 E | 5000 $ | Mixed Limit/No-Limit Hold’em Championship | 451        | 536.287 $ |
| 2011 E | 5300 € | Pot-Limit Omaha                           | 180        | 238.140 € |